# Alessandro Striggio (figlio)
Alessandro Striggio (Mantova, 1573 circa – Venezia, 8 giugno 1630) è stato un librettista italiano.

## Biografia
Figlio di Alessandro Striggio il vecchio, è noto soprattutto per aver scritto il libretto dell'Orfeo di Claudio Monteverdi.
L'opera è importante perché è la prima vera produzione scritta anticipatrice della moderna opera lirica per cui Alessandro Striggio può essere considerato tra i primi librettisti. Nel prologo vi è la personificazione della musica a voler testimoniare l'importanza di questo elemento all'interno dell'opera.
Ricoprì l'incarico di cancelliere del Ducato di Mantova.